# Saturne (Rubens)
Pour les articles homonymes, voir Saturne.
Saturne est un tableau réalisé en 1636-1638 par le peintre flamand Pierre Paul Rubens. De format vertical, cette huile sur toile est une peinture mythologique qui représente Saturne en dieu cannibale dévorant l'un de ses enfants. Debout sur un nuage, il s'appuie sur une faux pour mieux mordre la poitrine de sa jeune victime, tandis que trois étoiles brillent au-dessus de lui. Commande de Philippe IV pour la tour de la Parada, l'œuvre est conservée au musée du Prado, à Madrid, en Espagne.